# Argemone arida
Argemone arida es una especie perteneciente a la familia Papaveraceae. El género Argemone está representado por poco más de 20 especies de regiones templadas y tropicales casi exclusivamente de América, aunque una de ellas, A. mexicana L., ha sido introducida a muchas otras partes del mundo. En México, con frecuencia se les denomina “chicalote”. A algunas se les atribuyen propiedades curativas, especialmente contra afecciones de los ojos y de la piel.
Son plantas de ambientes abiertos, asoleados y muchas han resultado favorecidas por las actividades del hombre, comportándose como malezas; su hábitat preferencial son las parcelas en descanso y los bordes de los caminos. No se conoce con exactitud el área de distribución original de varias de las especies.

## Clasificación y descripción
Planta herbácea, anual o perenne de vida corta, con látex amarillo o anaranjado, hasta de 70 cm (1 m) de alto; tallo único o varios en la base, ramificándose en la parte superior, moderada a conspicuamente espinoso, con espinas delgadas, perpendiculares a la superficie en que se originan o algo retrorsas; hojas glaucas, estrechamente oblongas o elípticas, hasta de 13 cm de largo y 5 cm de ancho, las inferiores divididas hasta cerca del nervio medio, lóbulos oblongos, a menudo conduplicados, dientes marginales agudos con finas espinas terminales, envés provisto de espinas finas dispuestas en especial sobre las venas principales, haz por lo general con menor número de espinas; botones florales cilindráceos, su cuerpo de alrededor de 2 cm de largo y 1.5 cm de ancho, esparcida (o densa) y uniformemente espinosos con espinas delicadas, ascendentes, cuernos apicales angostos, más bien aplanados, frecuentemente espinosos, de 7 a 10 (12) mm de largo, incluyendo la fina espina terminal; flores provistas cerca de la base de 1 a 2 brácteas (hojas reducidas); pétalos blancos o con ligero tinte de color amarillo claro, tornándose cafés con el tiempo, de (3.5) 4 a 5 (5.5) cm de largo y (3.5) 4 a 4.5 cm de ancho; estambres 80 a 120 (o más) con filamentos de color amarillo claro a rojo, las anteras amarillas o teñidas de morado; estigma 3 a 5- lobado, de color morado, de 3 a 4 mm de diámetro y 1.5 a 2.5 mm de alto; cápsulas 5-carpelares, cilindráceo-elipsoides, de 25 a 40 (45) mm de largo incluyendo el estigma y de 12 a 15 (18) mm de diámetro, sin tomar en cuenta las espinas, éstas algo esparcidas o densas, desiguales, las más largas de unos 8 mm de largo, con la superficie de la cápsula por lo menos parcialmente descubierta; semillas de alrededor de 2 mm de diámetro.

## Distribución
Chihuahua, Durango, Zacatecas, San Luis Potosí y Guanajuato. A pesar de su comportamiento como maleza y de su relativamente amplia área de distribución, al parecer se trata de una especie poco frecuente y escasa.

## Ambiente
Representada como maleza, principalmente a los lados de los caminos y en parcelas de cultivo en descanso. Altitud 1900-2300 m s. n. m. Floración de mayo a octubre.

## Estado de conservación
No se encuentra bajo algún estatus de protección.